# Wilhelm Bäumker
Wilhelm Bäumker, född den 25 oktober 1842 i Elberfeld, död den 3 mars 1905 i Rurich, var en tysk romersk-katolsk teolog och betydande  hymnolog och musikhistoriker.